# Rungano Nyoni
Rungano Nyoni (Lusaka, 17 de abril de 1982) es una cineasta zambiana, reconocida principalmente por su película No soy una bruja, la cual le valió un Premio BAFTA en 2018. Su obra de 2009 The List ganó el Premio BAFTA galés en la categoría de mejor cortometraje.

## Biografía
Nyoni nació en Lusaka, capital de Zambia, y en su juventud se trasladó con su familia a Gales, donde empezó a tomar clases de actuación. La cineasta declaró que su primera influencia fue la novela de Elfriede Jelinek El profesor de piano y mencionó la adaptación cinematográfica de 2001 como una de sus películas favoritas. Tras realizar breves apariciones como actriz, paulatinamente se fue decantando por la dirección.
En 2006 estrenó su primera película, Yande, la cual escribió y rodó en súper 8mm en blanco y negro. La cinta está inspirada en la pérdida de la identidad de las mujeres africanas, que gradualmente han adoptado las modas occidentales. En 2009 estrenó sus dos siguientes cortometrajes, 20 Questions y The List; este último ganó el premio BAFTA Galés en la categoría de mejor cortometraje en 2010.
Su cuarta película, Mwansa the Great, se estrenó en 2011 y fue proyectada en más de cien festivales de cine internacionales, ganando más de veinte premios. En 2012 una película dirigida por Gabriel Gauchet y escrita por Nyoni, The Mass of Men, se estrenó en el Festival de Cine de Locarno y ganó el Leopardo de Oro. Acto seguido estrenó un nuevo corto titulado Kuuntele en 2014, el cual recibió el premio al mejor cortometraje en el Festival de Cine de Tribeca de 2015.
En 2017 estrenó su primer largometraje de ficción, No soy una bruja, proyectado en la Quincena de Realizadores del Festival de Cannes de 2017. Esta producción le valió a la cineasta los premios a la mejor dirección y a la mejor ópera prima en la edición número 20 de los Premios del Cine Independiente Británico en 2017.
En 2024 presentó su segundo largometraje, “On Becoming a Guinea Fowl” escrita y dirigida por Rungano en la que plantea de manera tragicómica  el tema de los abusos sexuales y la hipocresía de la sociedad. Un drama surrealista sobre el precio de los secretos de familia. La película fue presentada en la sección Un Certain Regard del Festival de Cine de Cannes y en el TIFF 24.

## Filmografía
| Año  | Título                    | Directora | Guionista | Productora | Editora | Notas        |
| ---- | ------------------------- | --------- | --------- | ---------- | ------- | ------------ |
| 2009 | 20 Questions              | Sí        | No        | No         | No      | Cortometraje |
| 2010 | The List                  | No        | Sí        | Sí         | Sí      | Cortometraje |
| 2012 | Africa First: Volume Two  | Sí        | Sí        | No         | No      | Cortometraje |
| 2012 | The Mass of Men           | No        | Sí        | No         | No      | Cortometraje |
| 2012 | Mwansa the Great          | No        | Sí        | Sí         | Sí      | Cortometraje |
| 2013 | Z1                        | No        | Sí        | No         | No      | Cortometraje |
| 2014 | Listen                    | Sí        | Sí        | No         | No      | Cortometraje |
| 2014 | Nordic Factory            | Sí        | No        | No         | No      | Largometraje |
| 2017 | No soy una bruja          | Sí        | Sí        | No         | No      | Largometraje |
| 2024 | On Becoming a Guinea Fowl | Sí        | Sí        | No         | No      |              |